# Gastropteron pacificum
Gastropteron pacificum är en snäckart som beskrevs av Bergh 1893. Gastropteron pacificum ingår i släktet Gastropteron och familjen Gastropteridae. Inga underarter finns listade i Catalogue of Life.